# Мігхті Ганнерз
Мігхті Ганнерз Футбол Клуб або просто Мігхті Ганнерз (англ. Mighty Gunners Football Club) — професіональний футбольний клуб з Намібії, який представляє місто Очиваронго.

## Історія
Вони виступали в Прем'єр-лізі Намібії в сезоні 2008/2009 років, але за підсумками чемпіонату вилетіли до нижчого дивізіону. Клуб повернувся до Прем'єр-ліги в сезоні 2009/10 років і після повторного вильоту з Прем'єр-ліги знову туди повернулися в сезоні 2013/2014 років.
Футболіст «Мігхті Ганнерз» Гарольд Очуруб в сезоні 2010/11 років вперше в історії клубу з 12-ма голами став найкращим бомбардиром в Прем'єр-ліги.
Для команди найбільшим успіхом був вихід до фіналу Кубку NFA 2013 року. 

## Досягнення
- Кубок Намібії Бідвест:

 Фіналіст (1): 2013